# Night Electric Night
Night Electric Night è il terzo album in studio del gruppo musicale svedese Deathstars, pubblicato il 30 gennaio 2009 dalla Nuclear Blast.

## Registrazione
L'album è stato registrato principalmente in uno studio in Svezia; tuttavia, parti dell'album sono state registrate anche a New York City. La band ha completato la registrazione dell'album a New York nel dicembre 2008.

## Tracce
1. Chertograd – 4:45
2. Night Electric Night – 4:04
3. Death Dies Hard – 3:21
4. The Mark of the Gun – 4:02
5. Via the End – 4:07
6. Blood Stains Blondes – 3:15
7. Babylon – 4:18
8. The Fuel Ignites – 4:00
9. Arclight – 4:35
10. Venus in Arms – 4:02
11. Opium – 3:43

Contenuto bonus nella Gold Edition
- CD

1. Night Electric Night (The Night Ignites Remix)
2. Via the End (Piano Version)
3. Night Electric Night (featuring Adrian Erlandsson)

- DVD – Clip Selection

1. Death Dies Hard
2. Virtue to Vice
3. Blitzkrieg
4. Cyanide
5. Syndrome
6. Synthetic Generation

- DVD – Bonus Material

1. Making of "Death Dies Hard"
2. Making of "Virtue to Vice"
3. Making of "Blitzkrieg"
4. Making of "Cyanide"

## Formazione
- Whiplasher Bernadotte – voce
- Nightmare Industries – chitarra, tastiera
- Cat Casino – chitarra
- Skinny Disco – basso, cori
- Bone W. Machine – batteria

## Classifiche
| Classifica (2009)         | Posizione massima |
| ------------------------- | ----------------- |
| Austria                   | 43                |
| Finlandia                 | 32                |
| Germania                  | 36                |
| Germania (alternative)    | 7                 |
| Regno Unito               | 153               |
| Regno Unito (independent) | 19                |
| Svezia                    | 10                |
| Svezia (hard rock)        | 1                 |
| Svizzera                  | 69                |